# Imperceptum
Imperceptum ist eine 2014 gegründete Funeral-Doom-Band.

## Geschichte
Imperceptum wurde im Jahr 2014 in Bremen von dem Künstler „Void“ gegründet. In den Jahren zwischen 2016 und 2018 veröffentlichte Imperceptum mit hoher Rate vier Studioalben und zwei EPs im Selbstverlag über Bandcamp als Musikdownload. Das Album Heart of Darkness erschien zuzüglich über Grey Matter Productions als MC. Das Album wurde in der wöchentlichen Kolumne Funeral Doom Friday des Webzines Metal Injection als letzter Beitrag der bis dahin regelmäßig erschienenen Kolumne präsentiert. Der Schreiber der Kolumne Cody Davis lobte Imperceptum dabei als eines seiner „Lieblingsprojekte“ und das Album als sensationell und kontemplativ. Aus der Redaktion des Webzines The Quietus wurde das Album zu einem der besten des Jahres gekürt. Cheryl Carter rezensierte Heart of Darkness für die retrospektive Liste der The 20 Best Metal Albums Of 2018 und lobte es als „ein monumentales Album“, das eine absolute Trostlosigkeit transportiere.
Im Jahr 2020 folgten zwei weitere Studioalben von denen Chaos Pilgrimage 2024 von Way of the Hermit, einem Subunternehmen von Ardua Music (ehemals Darkwoods), als physischer Tonträger veröffentlicht wurde. Die meisten der Veröffentlichungen wurden von dem Webzine No Clean Singing lobend besprochen. Bereits das Debütalbum Collapse of Existence wurde als „unirdisches, ins Leere fliegendes Vergnügen“ gelobt. Zu späteren Veröffentlichungen wurde wiederholend auf das Urteil der ersten Besprechung verwiesen und Imperceptum sowohl beständig hohe Qualität, sowie vernehmbare künstlerische Entwicklung attestiert.

## Stil
Die von Imperceptum gespielte Musik wird dem „Blackened Funeral Doom“ zugerechnet. Dabei ist das Projekt konzeptionell auf „die endlose Leere des Alls“ ausgerichtet. Die Musik ist darauf ausgerichtet in diesem Konzept „lange, durch die Leere führende Reisen zu erschaffen, die sowohl erschreckend als auch schön“ erscheinen. In der Vermengung von Elementen des Ambient, Black Metal und Funeral Doom nutzt Imperceptum Parallelen der Genres in Form eines schleifenden Tremolo-Pickings und anhaltend nachhallender Gitarrenklänge, die einen „meditativen und düsteren Ton treffen.“ Die Musik bewegt sich „von gewaltigen Wirbelstürmen kataklysmischer Wut über langsamere, erderschütternde und erdrückend düstere Expositionen des Untergangs bis hin zu erleuchtenden Drifts durch Astralebenen oder durch den gähnenden Schlund des tiefen Weltraums. Schwungvolle und schwebende Bewegungen von gewaltiger und außerirdischer Größe stehen erschütternden, blutigen Wogen von Schock und Ehrfurcht gegenüber.“

## Diskografie
- 2016: Collapse of Existence (Album, Selbstverlag)
- 2016: Entering the Domains of Complete Nonexistence (EP, Selbstverlag)
- 2017: The Eternal Path to Nothingness (Album, Selbstverlag)
- 2017: Ascension to a Higher Plane of Existence (EP, Selbstverlag)
- 2017: Aeons of Saturnine Desolation (Album, Selbstverlag)
- 2018: Heart of Darkness (Album, Selbstverlag)
- 2020: Entity of Undead Stars (Album, Selbstverlag)
- 2020: Chaos Pilgrimage (Album, Selbstverlag; 2024: Way of the Heremit)